# 福嶋隆史

福嶋隆史 TAKASHI FUKUSHIMA

福嶋隆史（ふくしま たかし、1972年 - ）は、日本の国語教育者。株式会社横浜国語研究所・代表取締役。ふくしま国語塾主宰。

## 人物
神奈川県横浜市生まれ。早稲田大学第二文学部を経て創価大学教育学部（通信教育部）卒業（創価学会とは関係がない）。元公立小学校教諭、2006年「ふくしま国語塾」を創設。国語教育における「読解偏重・難解複雑信仰・長文速読主義」、および現代の教育におけるアクティブ・ラーニングの動向を批判し、具体的な方策に基づいた積極教育を勧める。

## エピソード
小学校教師時代は、「異動しないでこの学校に残ってほしい」と願う保護者たちが署名を集めて校長に提出しにいくほどの人気があった。

## 著書

### 親・教師・一般向け
- 『「本当の国語力」が驚くほど伸びる本 偏差値20アップは当たり前!』大和出版　2009年
- 『わが子が驚くほど「勉強好き」になる本 元小学校人気教師が明かす』大和出版　2010年
- 『論理的思考力を鍛える超シンプルトレーニング 人気国語塾発!「3つの型」で驚異の効果!』明治図書出版　2010年
- 『「ビジネスマンの国語力」が身につく本 考えがまとまる、伝わる、説得力がアップする!』大和出版　2010年
- 『ふくしま式難関校に合格する子の「国語読解力」』大和書房　2011年
- 『スペシャリスト直伝!国語科授業成功の極意』明治図書出版　2011年
- 『Twitterで磨く! 20代からの「国語力」』青志社　2011年
- 『国語が子どもをダメにする』中公新書ラクレ　2012年
- 『"ふくしま式200字メソッド"で「書く力」は驚くほど伸びる!』大和出版　2013年
- 『日本語の活かし方』星海社新書　2015年
- 『国語授業力を鍛える！ 手ごたえのある指導ができる教師の技術』明治図書出版　2015年
- 『すぐに使える、一生使える! 「本当の語彙力」がグングン伸びる本』大和出版　2016年
- 『国語って、子どもにどう教えたらいいの？ 音読から読解問題、作文・読書感想文まで、効果抜群のアドバイス集』大和出版　2017年
- 『ふくしま式で最難関突破！ 男女御三家・難関校 中学入試国語を読み解く』日本能率協会マネジメントセンター　2020年
- 『「読解力」がほしい大人が小学1～6年の国語教科書でやり直す本 (ふくしま式「大人の学び直し」BOOK) 』大和出版　2021年
- 『カギは「反対語」にあり! 思考力がある人のアタマの中身』大和出版　2022年
- 『ふくしま式で身につく！ 国語読解力』大和書房　2024年

### 児童・生徒向け
- 『ふくしま式「本当の国語力」が身につく問題集 [小学生版]』大和出版　2010年
- 『ふくしま式「国語の読解問題」に強くなる問題集 [小学生版]』大和出版　2011年
- 『ふくしま式「本当の語彙力」が身につく問題集 [小学生版]』大和出版　2012年
- 『ふくしま式「本当の国語力」が身につく問題集2 [小学生版]』大和出版　2013年
- 『高校受験［必携］ハンドブック　国語読解［完全攻略］22の鉄則』大和出版　2014年
- 『「読む力」「書く力」を支える　ふくしま式「小学生の必須常識」が身につく問題集』大和出版　2014年
- 『ふくしま式200字メソッド「書く力」が身につく問題集 [小学生版]』大和出版　2015年
- 『ふくしま式「本当の国語力」が身につく問題集 [小学生版ベーシック]』大和出版　2017年
- 『[CD&音声DL付]学力アップの切り札!　ふくしま式「本当の聞く力」が身につく問題集 [小学生版]』大和出版　2018年
- 『AIに負けない基礎力がつく！　ふくしま式「本当の国語力」が身につく問題集 [一文力編]』大和出版　2019年
- 『思考力アップに不可欠! ふくしま式 小学生が最初に身につけたい語彙200』大和出版　2019年
- 『ふくしま式「本当の要約力」が身につく問題集』大和出版　2023年
- 『ふくしま式「本当の漢字力」が身につく問題集』大和出版　2024年